# أوسكار مينيسيس
أوسكار مينيسيس (بالإسبانية: Óscar Meneses)‏ هو لاعب كرة قدم ومدرب كرة قدم تشيلي في مركز الوسط، ولد في 7 مارس 1960 في سانتياغو في تشيلي. لعب مع أوداكس إيتاليانو وريال أوفييدو ونادي أونيفرسيداد كاتوليكا ونادي لوفيرواز ويونيون إسبانيولا.